# Élections municipales de 1977 à Marseille
Pour un article plus général, voir Élections municipales françaises de 1977.
Des élections municipales ont lieu à Marseille les 13 et 20 mars 1977. 
Gaston Defferre, maire socialiste depuis 1953, est réélu pour un cinquième mandat.

## Mode de scrutin
Depuis 1965, les conseillers municipaux au scrutin de liste majoritaire dans le cadre de huit secteurs : la liste gagnante remporte la totalité des sièges du secteur. Pour l'emporter, une liste doit recueillir la majorité absolue des suffrages exprimés au premier tour ou la majorité relative au second.
| Secteur     | I  | II | III | IV | V | VI | VII | VIII | Total |
| ----------- | -- | -- | --- | -- | - | -- | --- | ---- | ----- |
| Conseillers | 10 | 8  | 9   | 9  | 7 | 6  | 7   | 7    | 63    |

## Candidats

### Gaston Defferre
| Secteur       | Tête de liste     | Parti | Parti | Commentaire |
| ------------- | ----------------- | ----- | ----- | ----------- |
| Ier (1/4)     | Jules Rocca Serra |       | PS    |             |
| IIe (2/3)     | Robert Vigouroux  |       | PS    |             |
| IIIe (6/7)    | Gaston Defferre   |       | PS    |             |
| IVe (8/9)     | Charles-Émile Loo |       | PS    |             |
| Ve (5/10)     | Irma Rapuzzi      |       | PS    |             |
| VIe (11/12)   | Jean Bonat        |       | PS    |             |
| VIIe (13/14)  | Jean Masse        |       | PS    |             |
| VIIIe (15/16) | Jean-Claude Guidi |       | PS    |             |

### Georges Lazzarino
| Secteur       | Tête de liste     | Parti | Parti | Commentaire |
| ------------- | ----------------- | ----- | ----- | ----------- |
| Ier (1/4)     | Serge Kriwkoski   |       | PSU   |             |
| IIe (2/3)     | Robert Allione    |       | PCF   |             |
| IIIe (6/7)    | Jean Dissler      |       | PSU   |             |
| IVe (8/9)     | Jacques Gayet     |       | PCF   |             |
| Ve (5/10)     | Georges Lazzarino |       | PCF   |             |
| VIe (11/12)   | Marcel Benassi    |       | PCF   |             |
| VIIe (13/14)  | François Billoux  |       | PCF   |             |
| VIIIe (15/16) | Pascal Posado     |       | PCF   |             |

### Marcel Pujol
| Secteur       | Tête de liste   | Parti | Parti | Commentaire |
| ------------- | --------------- | ----- | ----- | ----------- |
| Ier (1/4)     | Marcel Pujol    |       | RPR   |             |
| IIe (2/3)     | René Peyronel   |       | RI    |             |
| IIIe (6/7)    | Jacques Garello |       | RPR   |             |
| IVe (8/9)     | Pierre Lucas    |       | RPR   |             |
| Ve (5/10)     | Robert Gardeil  |       | RI    |             |
| VIe (11/12)   | François Puget  |       | CDS   |             |
| VIIe (13/14)  | Gérard Nicolas  |       | RI    |             |
| VIIIe (15/16) | Raymond Lecler  |       | RPR   |             |